# Pértiga (liturgia)

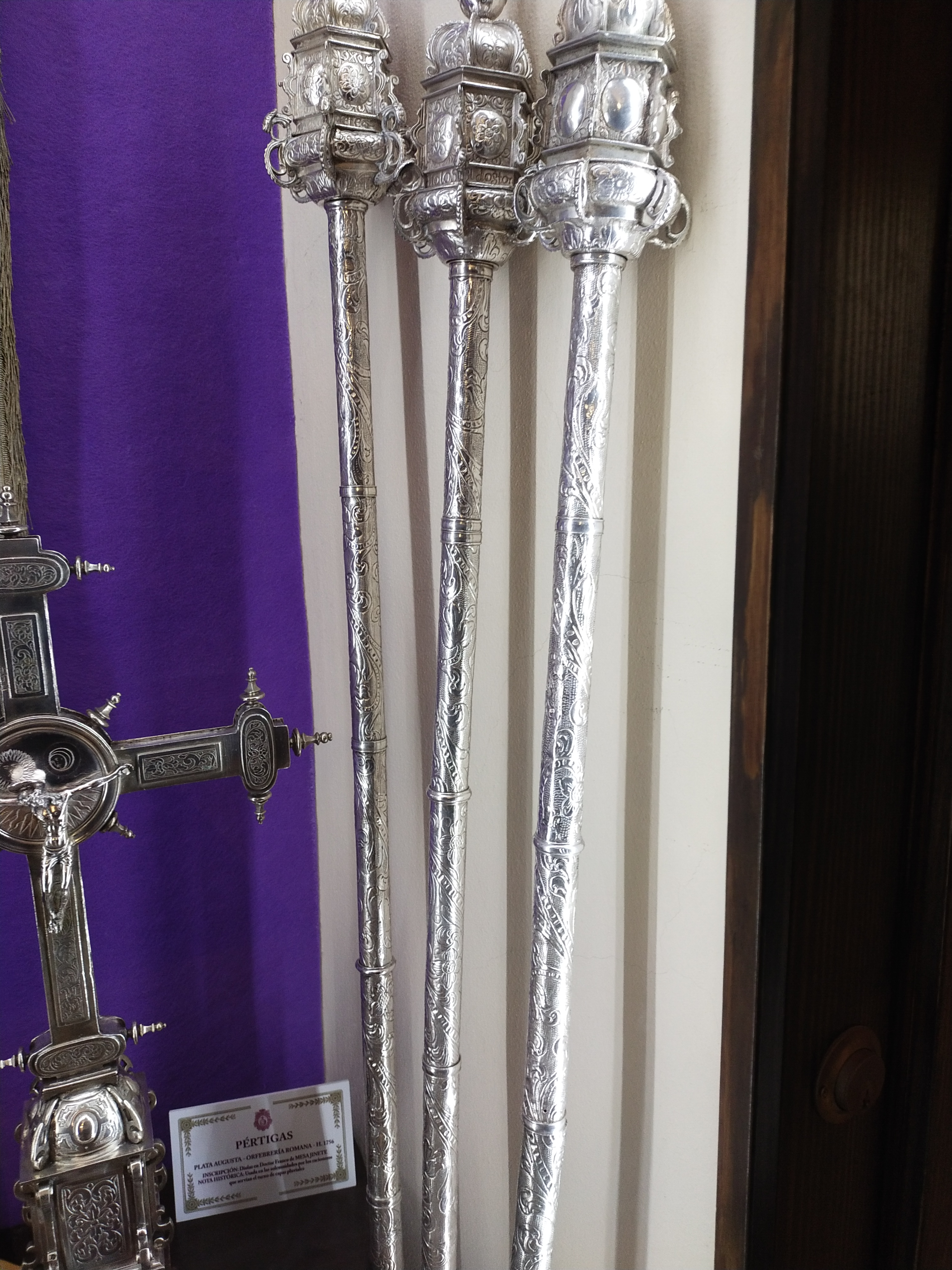
Pértigas en plata con elaboradas macollas en el Tesoro de la Catedral de Jerez de la Frontera.

Una pértiga es, en el contexto de varias tradiciones católicas de España, una vara larga a veces revestida de plata con la que un pertiguero o persona designada puede transmitir algunas órdenes básicas en las procesiones y otros actos, actuando en algún modo como maestro de ceremonia. El pertiguero percute el suelo con la pértiga, que en algunos casos lleva en su parte de abajo unas anillas ensartadas que le dan un sonido característico.
Se tiene constancia del uso de pértigas desde el siglo XVI. En las procesiones españolas de Semana Santa e consolidó su uso en últimas décadas del siglo XX cuando, siendo un antecedente a finales del siglo XIX cuando algunas hermandades malagueñas lo incorporaron al cuerpo de procesión.
Normalmente, las pértigas están conformadas como un vástago muy sencillo coronado por una macolla, donde se concentra el trabajo de orfebrería, aunque hay ejemplares más elaborados, cubiertos totalmente de plata. Las trazas de la macolla suelen tener forma de candelabros abalaustrados en los casos más trabajados.